# Chenango (Nowy Jork)
Chenango – miasto w Stanach Zjednoczonych, w stanie Nowy Jork, w hrabstwie Broome.